# Darling (film amerykański 2015)
Darling to amerykański film fabularny z 2015 roku, napisany i wyreżyserowany przez Mickeya Keatinga. Opowiada historię bezimiennej dziewczyny, której zlecona zostaje opieka nad opustoszałym apartamentowcem. Bohaterka stopniowo popada w obłęd. W filmie w rolach głównych wystąpili Lauren Ashley Carter, Brian Morvant i Sean Young. Światowa premiera projektu odbyła się 26 września 2015 w trakcie Fantastic Fest w Teksasie. 8 kwietnia 2016 obraz ukazał się w serwisach typu VOD. Darling uzyskał pozytywne recenzje krytyków, którzy chwalili stylowość filmu, jego stronę techniczną, a także pracę Keatinga i Carter.

## Fabuła
Młoda dziewczyna otrzymuje nietypowe zlecenie: ma zajmować się opustoszałym apartamentowcem pod nieobecność właścicielki. Z budynkiem wiązane są przerażające legendy. Poprzednia zatrudniona kobieta, która się nim opiekowała, odebrała sobie życie. Niepozorna, cicha bohaterka stopniowo zaczyna popadać w obłęd.

## Obsada
- Lauren Ashley Carter − Darling
- Sean Young − Madame
- Brian Morvant − mężczyzna
- Larry Fessenden − oficer Maneretti
- John Speredakos − oficer Clayton
- Helen Rogers − nowa dziewczyna
- Al-Nisa Petty − pani Hill

## Produkcja
Film kręcono na terenie Nowego Jorku przez okres dwunastu dni. Do realizacji projektu Keatinga zainspirowała trylogia apartamentowa Romana Polańskiego: Wstręt (1965), Dziecko Rosemary (1968) oraz Lokator (1976). Po tym, jak reżyser skontaktował się z Larrym Fessendenem, ten objął funkcję producenta wykonawczego, a także odegrał rolę epizodyczną. Fessenden zaprosił do współpracy aktorkę Sean Young, która bezzwłocznie na nią przystanęła.

## Wydanie filmu
Światowa premiera Darling odbyła się 26 września 2015 roku. Horror zaprezentowano wówczas widzom Fantastic Fest, festiwalu w Austin w stanie Teksas. Tydzień później, 3 października, film wyświetlono podczas Mile High Horror Film Festival, także na terenie Stanów Zjednoczonych. W listopadzie 2015 projekt został częścią Ithaca International Fantastic Film Festival oraz festiwalu o nazwie Scary Movies, który zorganizowano w Lincoln Center for the Performing Arts. 1 kwietnia 2016 miała miejsce nowojorska premiera obrazu, a 8 kwietnia wydano go w platformach typu VOD. 26 czerwca film miał swoją polską premierę; pokazany został na Transatlantyk Festival w Łodzi, w sekcji „Kino klasy B i inne szaleństwa: manie i psychozy”. Powtórny seans miał miejsce cztery dni później, 30 czerwca.

## Recenzje
Film zebrał pozytywne recenzje. Agregujący recenzje filmowe serwis Rotten Tomatoes, w oparciu o dwadzieścia omówień, okazał Darling 70-procentowe wsparcie. Według Madeleine Koestner, dziennikarki współpracującej z magazynem Fangoria, obraz dowodzi, że reżyser Mickey Keating potrafi „pracować szybko w oparciu o niewielki budżet”. Katie Rife (avclub.com) okrzyknęła reżysera Mickeya Keatinga i aktorkę Lauren Ashley Carter mianem przyszłych mistrzów horroru. Albert Nowicki (witryna His Name Is Death) podsumował Darling, pisząc: „Koniec filmu zrodzi w niejednej skroni pytania: jaką krzywdę wyrządził bohaterce doktor Abbott, kto właściwie został zamordowany w apartamentowcu? Odpowiedzi są tu zbędne. Darling to film skupiony na bogatym stylu i obłędnym klimacie, nie na fabule. Fanów Obecności wynudzi prawdopodobnie seans tego ekscentrycznego tworu. Miłośników takich ubiegłorocznych niespodzianek, jak Felt czy O dziewczynie, która wraca nocą sama do domu już wystarczająco do obcowania z filmem zachęciłem. Keating i Carter skrupulatnie pracują na tytuły ikon współczesnego horroru.”

## Nagrody i wyróżnienia
- 2016, Molins de Rei Horror Film Festival:
  - nominacja do Nagrody Jurorów w kategorii najlepszy film (wyróżniony: Mickey Keating)[9]